# Hug coffee
Hug coffee（ハグコーヒー）は、静岡県静岡市（葵区両替町、葵区紺屋町、駿河区南町）に3店舗を構えるコーヒーショップ。スペシャルティコーヒーを専門に扱っている。最近訂正されたが、伝馬町店は閉店し駿河区南町に新店舗が開店している。またイベント等で出張することもある。
フレンチプレスコーヒーからアレンジコーヒーまで多様なコーヒーと飲み物各種を揃えている。フードでは手作りカレーやベーグル、焼き菓子などを提供している。